# José Rodríguez Chaves
José Rodríguez Chaves (Villagarcía de la Torre (Badajoz), 1946-Madrid, 2016) fue un novelista, poeta y ensayista español. Era licenciado en Derecho por la Universidad Complutense de Madrid y miembro del Colegio de Abogados de Madrid, y realizó estudios de Filosofía y Letras.
Fue colaborador de revistas y de más de una quincena de periódicos, de ámbito nacional y de ámbito regional: ABC, Ya, Pueblo y El Imparcial, de Madrid, Sur, de Málaga, Extremadura, de Cáceres, Hoy, de Badajoz, Diario Regional, de Valladolid, Alerta, de Santander, El Pensamiento Navarro, de Pamplona, Diario de Burgos, La Crónica de Almería, Soria, La Voz de Avilés, El Adelantado de Segovia, y El Diario Palentino.

## Obras
- Ayer en hoy y hoy en la presencia (antología poética) (reedición en 2017)
- Larva de amor (2017)[1]
- El libro de Efrain (2016)[2]
- Barro sublimado (2016)
- La vida en juego (2015)
- Tiempo en el tiempo (2015)
- Grita juventud (2015)[3]
- Trilogía de albor (2015)
- Papeles de Juan Nepomuceno (2014)
- Conjunciones (2014)
- Entre el amor y la pasión (2014)
- Maldito el fruto de tu vientre (2014)
- El gran amor de Melchor Gonzálvez (2013)
- Tierra y cielo (2013)
- La segunda ventura de Román Calamonte (2013)
- Ayer en hoy y hoy en la presencia (antología poética) (2012)
- Segundo anochecer (2012)
- Refugio (2012)[4]
- El Señorío de Alencastre (2011)
- Escrito en el viento o el otro don (2011)
- Urbi et orbi (2010)
- En el umbral del Edén (2010)
- Los amores imposibles (2009)
- El sol en la espadaña y otros días (2008)
- El divino suceso (2008)
- Más allá de todo tiempo y todo anclaje (2008)
- Los trabajos de Lisardo el enamorado o vida, sueño, eternidad (2007)[5]
- El largo aliento del león (2005)
- Bajo el signo del amor (2005)
- Sin ella (2004)
- La última palabra (2003)
- El antiguo amante o El caballero de la resurrección (2002)
- El policía (2001)
- La oveja negra (2000)
- Milenio (1999)[6]
- Pájaros de alas de plomo (1998)
- Pasado presente (1998)
- Ser temido, ser amado (1998)
- Han cantado los ruiseñores (1996)
- Una bella chica que dijo ser la muerte (1994)
- La llanura iluminada (1993)
- La patria del amor (1991)
- Poeta peregrino (1989)
- Vencedora del tiempo (1987) Reeditada en 2013, edición aumentada.[7]
- Hombre entre los hombres (1985)
- Mi interlocutor Rilke (1983)
- Un mundo que agoniza (1971)